# Lucie Debay
Pour les articles homonymes, voir Debay.
Lucie Debay, née le 2 mars 1985 au Mans (France), est une actrice et danseuse belge.

## Biographie
Lucie Debay est diplômée de l'Institut national supérieur des arts du spectacle et des techniques de diffusion (INSAS) en 2009[réf. nécessaire].
Elle débute sur les planches dans des spectacles de Falk Richter, Armel Roussel, Claude Schmitz, Manah Depauw.
En 2014, elle fait ses débuts au cinéma dans Melody de Bernard Bellefroid, qui lui vaut plusieurs prix d’interprétation notamment celui du Magritte du meilleur espoir féminin. Elle va ensuite faire la rencontre de réalisateurs comme Diastème  (Un Français), Peter Brosens et Jessica Woodworth (The Barefoot Emperor et King of the Belgians présenté à la Mostra de Venise), de Guillaume Senez (Nos batailles, présenté à la semaine de la critique et rôle pour lequel elle reçoit le Magritte de la meilleure actrice dans un second rôle). 
Elle joue les rôles principaux dans Hunted de Vincent Paronnaud (Winshluss), Une vie démente d'Ann Sirot et Raphaël Balboni, À la folie d'Audrey Estrougo, et retrouve Lucie perd son cheval de Claude Schmitz dans le film éponyme, Lucie perd son cheval, doux mélange entre la réalité et la fiction. 
Elle Performe pour le plasticien  Théo Mercier « OUTREMONDE » à la Collection Lambert en Avignon, au Festival d’Avignon.
En 2023, elle est allée présenter deux films au Festival de Cannes: Le Syndrome des amours passées d'Ann Sirot et Raphaël Balboni et Augure de Baloji. 

## Filmographie

### Cinéma

#### Courts métrages
- 2010 : Matin d'hiver de Philippe Orlinski
- 2010 : Un duel de Pascale Brischoux : Marie
- 2011 : Conquête spatiale de Baptiste Grandin : Fleur
- 2012 : A New Old Story d'Antoine Cuypers
- 2012 : Roadside Girls de Denis Mauguit : Sarah
- 2012 : Tout comme les princes de Claude Schmitz
- 2013 : Affaires courantes de Ian Menoyot : Vera
- 2014 : Jung Forever de Jean-Sébastien Lopez : Rozenn
- 2014 : Territoire de Vincent Parronaud : jeune randonneuse
- 2015 : L'homme qui sait de Jean-Manuel Fernandez : Char
- 2015 : Caïds de François Troukens : Fanny
- 2016 : Le Mali (en Afrique) de Claude Schmitz (moyen métrage) : Camille
- 2017 : Rien sauf l'été de Claude Schmitz
- 2018 : Uuquchiing de Kevin Nogues : Marina
- 2020 : Gérard Gérard de Clément Martin

#### Longs métrages
- 2009 : Somewhere Between Here and Now d'Olivier Boonjing : Louise
- 2012 : Regards de Paolo Zagaglia : Madeleine[réf. nécessaire]
- 2013 : Avant l'hiver de Philippe Claudel : amie de Lou
- 2014 : Melody de Bernard Bellefroid : Melody
- 2015 : Daedalus de Jean-Manuel Fernandez : Nau
- 2015 : Un Français de Diastème : Corinne
- 2016 : King of the Belgians de Jessica Woodworth et Peter Brosens : Louise Vancraeyenest
- 2016 : Villeperdue de Julien Gaspar-Oliveri : Sandrine
- 2017 : Lola Pater de Nadir Moknèche : Paula
- 2016 : La Confession de Nicolas Boukhrief : Sabine
- 2017 : Light Thereafter de Konstantin Bojanov : Lola
- 2018 : Nos batailles de Guillaume Senez : Laura
- 2018 : L'amour est une fête de Cédric Anger : Alex (scènes coupées)
- 2018 : Cleo d'Eva Cools : Jeanne
- 2019 : The Barefoot Emperor de Peter Brosens et Jessica Woodworth : Louise Vancraeyenest
- 2019 : Cabarete d'Ivan Bordas Butler : Francesca
- 2020 : Hunted de Vincent Paronnaud (Winshluss) : Eve
- 2020 : À la folie d'Audrey Estrougo : Nathalie
- 2021 : Lucie perd son cheval de Claude Schmitz : Lucie
- 2021 : Une vie démente d'Ann Sirot et Raphaël Balboni : Noémie
- 2022 : Une comédie romantique de Thibault Segouin : Camille
- 2023 : Le Syndrome des amours passées d'Ann Sirot et Raphaël Balboni : Sandra
- 2023 : Augure de Baloji : Alice
- 2023 : Les Poings serrés de Vivian Goffette : Lucie

#### Scénariste
- 2015 : Daedalus de Jean-Manuel Fernandez

### Télévision
- 2015 : Neuf jours en hiver d'Alain Tasma (téléfilm) : Emma
- 2020 : Cheyenne et Lola de Virginie Brac (série télévisée)
- 2022 : Les Amateurs (série télévisée) : Manon Hermann
- 2024 : Fortune de France de Christopher Thompson (série télévisée) :  Isabelle de Caumont

## Distinctions
- Festival des films du monde de Montréal 2014 : Prix de la meilleure actrice pour Melody (partagé avec Rachael Blake)
- Magritte 2016 : Magritte du meilleur espoir féminin pour Melody
- Festival Jean Carmet 2018 : Prix du jury du meilleur second rôle féminin pour Nos batailles
- Magritte 2019 : Magritte de la meilleure actrice dans un second rôle pour Nos batailles[3].